# Александрийска белозъбка
Александрийската белозъбка (Crocidura aleksandrisi) е вид бозайник от семейство Земеровкови (Soricidae).

## Разпространение
Видът е разпространен в Либия.